# Txema Alonso
José María Alonso Fernández (Bilbao, Vizcaya, 29 de abril de 1971), más conocido como Txema, es un exfutbolista español que se desempeñaba como defensa.

## Clubes
| Club                          | País   | Año       |
| ----------------------------- | ------ | --------- |
| U. E. Lleida                  | España | 1990-1995 |
| Real Racing Club de Santander | España | 1995-2002 |
| Getafe C. F.                  | España | 2002-2003 |
| U. E. Lleida                  | España | 2003-2006 |